# Municipio Cruz Paredes
El Municipio Cruz Paredes es uno de los 12 municipios que integran el estado Barinas de Venezuela. Se encuentra ubicado al noroeste de Barinas con una superficie de 778 km² y una población de 28.272 habitantes (censo 2011). Su capital es Barrancas.

## Historia
El territorio que actualmente conforma el municipio José de la Cruz Paredes, en el estado Barinas, estuvo habitado, posiblemente desde el siglo xv, por grupos indígenas conocidos como los aborígenes Barrancas. Según reseñas del explorador alemán Jorge Spira, durante una expedición a las riberas del río Santo Domingo en búsqueda de alimentos para sus hombres, observó con asombro la riqueza exuberante de la región.
Este vasto espacio natural permaneció mayormente inalterado hasta el período de las Guerras de Independencia, momento en el cual muchas personas provenientes de zonas cercanas buscaron refugio en la región para huir de los estragos del conflicto. Posteriormente, comenzaron a establecerse viviendas precarias, principalmente en forma de chozas, muchas de las cuales fueron arrasadas nuevamente durante los enfrentamientos de la Guerra Federal.
Con el advenimiento del decreto 567 (educación gratuita y obligatoria) del presidente Guzmán Blanco se establece la primera escuela rural y va a tomar prominencia la originaria aldea.
Debido a la cantidad de habitantes, producción agrícola y pecuaria, la distancia que había entre Barrancas y sus parroquias de obispo y por la necesidad de poseer policía y prefectura propia surgió la idea de que Barrancas fuera autónoma en los ochenta. Transcurrido el tiempo y los papeleos fue decretada la autonomía separándose del Municipio Obispos, pasando a ser el Municipio Cruz Paredes el 15 de diciembre de 1990, por diligencia e iniciativa de los ciudadanos Carmen de Mendoza, Alexis Mendoza y Dra. Zulay Salas, entre otros.

## Parroquias
1. Barrancas
2. El Socorro
3. Masparrito

## Liceos
1. U.E.N. Luis Loreto Peralta
2. L.B. Guillermo Tell Villegas Pulido
3. Liceo Campo Alegre
4. L. N. José Félix Ribas

## Política y Gobierno

### Alcaldes
| Período     | Alcalde                | Partido político / Alianza | % de votos | Notas |
| ----------- | ---------------------- | -------------------------- | ---------- | --- |
| 1992 - 1995 | Zulay Salas            | COPEI                      | 56,00      | Primer alcalde bajo elecciones directas |
| 1995 - 2000 | Guadalupe Fernández    | AD                         | -          | Segundo alcalde bajo elecciones directas (se realizaron elecciones generales adelantadas en el 2000 debido a la aprobación de la Constitución de 1999) |
| 2000 - 2004 | Carlos Eduardo Ramírez | MVR                        | 48,75      | Tercer alcalde bajo elecciones directas |
| 2004 - 2008 | Guadalupe Fernández    | AD                         | 42,42      | Cuarto alcalde bajo elecciones directas |

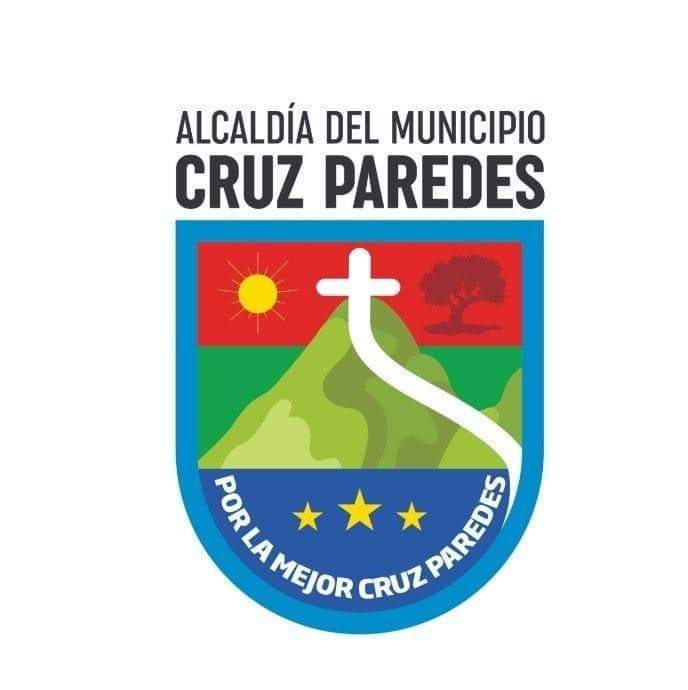
Logo de la Alcaldía 2021-2025.

| 2008 - 2013 | Guadalupe Fernández    | PSUV                       | 60,39      | Reelecta (se postergan 1 año las elecciones municipales pautadas para finales del 2012)                                                                |
| 2013 - 2017 | Guadalupe Fernández    | PSUV                       | 60,17      | Reelecta |
| 2017 - 2021 | Yohan Ramírez          | PSUV                       | 75,38      | Quinto Alcalde bajo elecciones directas |
| 2021 - 2025 | Henry Maldonado        | MUD                        | 54,23      | Sexto alcalde bajo elecciones directas |
| 2025 - 2029 | Henry Maldonado        | FUDEBA                     |            | Reelecto |

### Concejo Municipal

Logo del Concejo Municipal (2018-2021).

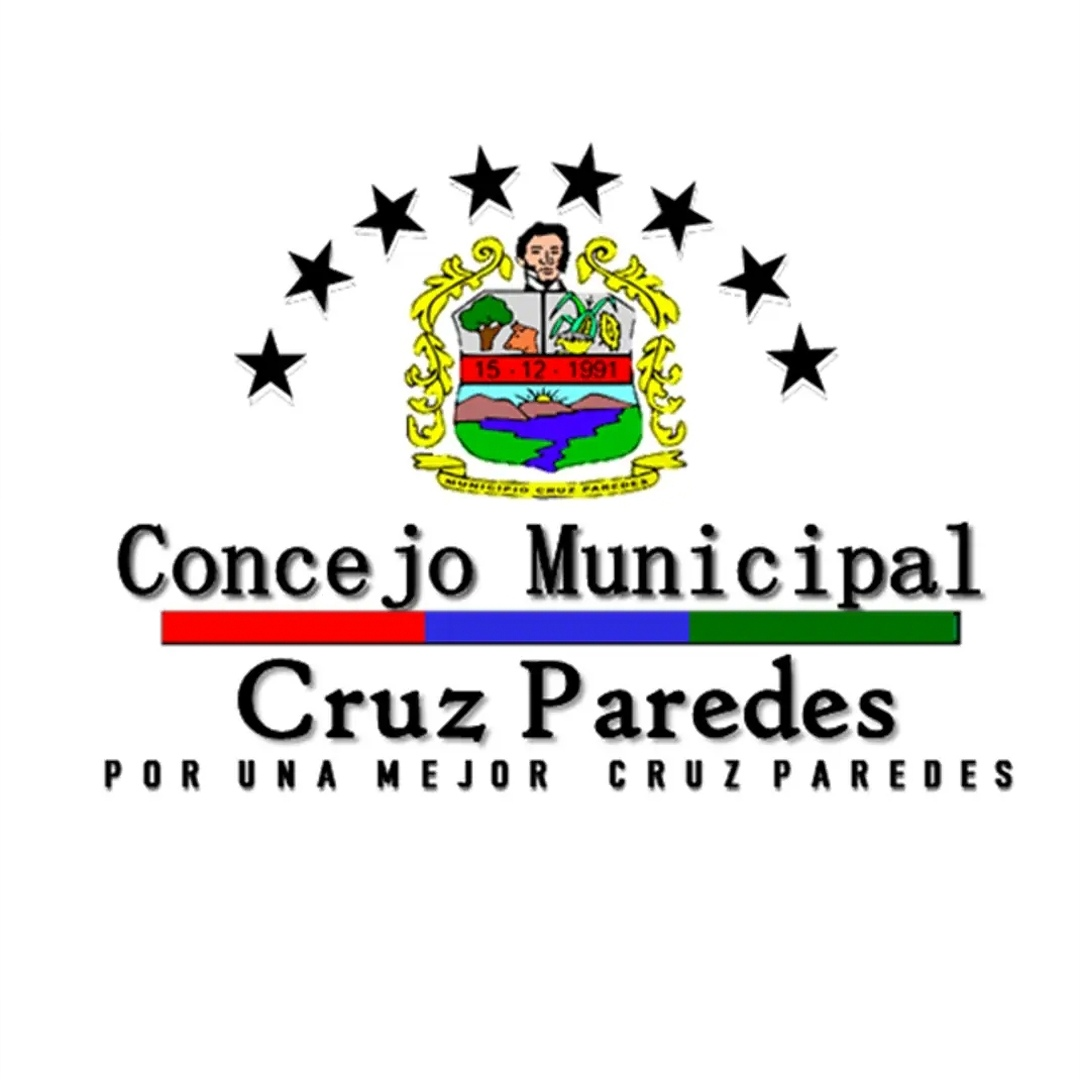
Logo del Concejo Municipal (2021-2025).

Periodo 2021 - 2025[cita requerida]
| Concejales:       | Partido político / Alianza |
| ----------------- | -------------------------- |
| José Melo         | MUD                        |
| Carlos Rey        | MUD                        |
| Nebitza Velázquez | MUD                        |
| José Rodríguez    | MUD                        |
| Maritza Lucena    | MUD                        |
| Nelly Giménez     | MUD                        |
| Jesus Graterol    | PSUV                       |